# Glockenhäusel (Krahulčí)

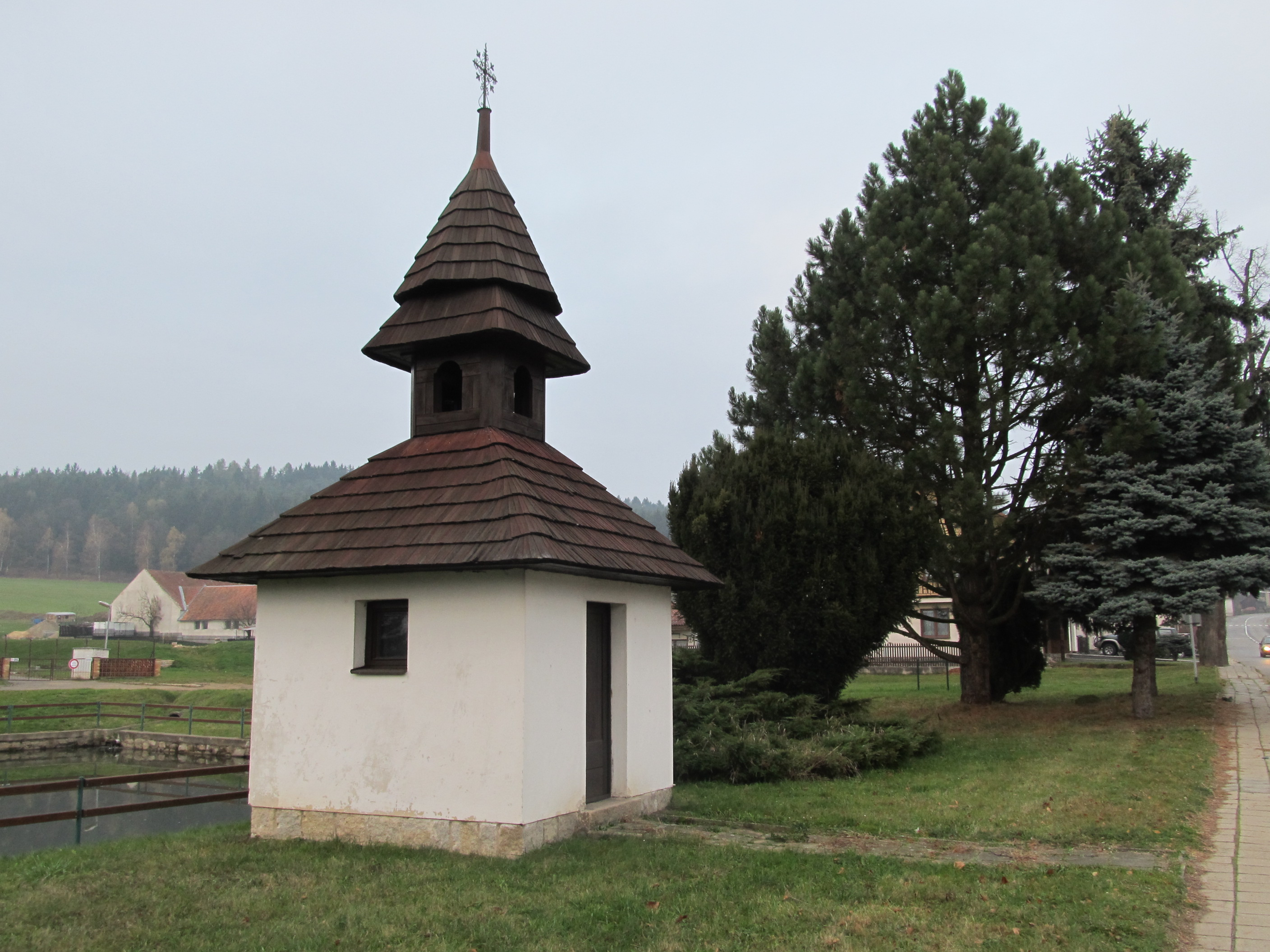
Neues Glockenhäusel (2013)

Das Glockenhäusel (tschechisch zvonička) in der Gemeinde Krahulčí im Okres Jihlava, Tschechien ist ein im Jahre 2000 an anderer Stelle errichteter Nachbau des denkmalgeschützten Originals aus dem Anfang des 19. Jahrhunderts. Es wurde im Jahre 2023 von der Denkmalliste gestrichen.

## Lage
Das heutige Glockenhäusel steht nördlich des Gemeindeamtes zwischen der Staatsstraße I/23 und dem vom verrohrten Bach Krahulčí potok gespeisten Teich U školky auf dem Dorfplatz von Krahulčí.

## Beschreibung
Das ebenerdige fensterlose Bauwerk aus glatt verputztem Bruchstein- und Ziegelmauerwerk mit geriffelten Ecken und straßenseitigem Eingang hatte einen quadratischen Grundriss. Auf dem Zeltdach befand sich ein Glockenreiter mit vier Schallöffnungen und einem konischen Dach mit zweiarmigen Kreuz. Die Dacheindeckung bestand aus Holzschindeln.
Der Nachbau aus modernen Baumaterialien erfolgte in ähnlicher Form, erhielt jedoch Fenster.

## Geschichte
Das Glockenhäusel in Krahulčí entstand zu Beginn des 19. Jahrhunderts auf dem Dorfplatz in Volksbauweise. Die Glocke wurde 1803 vom Iglauer Glockengießer František Vaněk gegossen. 
Nachdem die Glocke während des Zweiten Weltkrieges zum Einschmelzen als Kriegsmetall konfisziert worden war, konnte sie nach Kriegsende durch den Einwohner František Holc, der später als Archivar in Prag wirkte, wiederaufgefunden und zurückgebracht werden. In der zweiten Hälfte des 20. Jahrhunderts verfiel das Glockenhäusel. 1967 wurde es unter Denkmalschutz gestellt.
1991 verständigten sich die Nationale Denkmalbehörde (NPÚ) und die Bezirksdenkmalbehörde (ÚOP) in Telč wegen des schlechten Bauzustandes, des Desinteresses der Gemeinde und des ungünstigen Standortes auf Parzelle Nr. 11 neben der durch das Dorf führenden Staatsstraße I/23 auf eine Umsetzung des Glockenhäusels. Im Jahr darauf beantragte die Gemeinde beim Kulturministerium die Aufhebung des Denkmalschutzes und einen völligen Neubau als Kopie an anderer Stelle, der nicht bewilligt wurde. Im Zuge der Verbreiterung der durch das Dorf führenden Staatsstraße I/23 wurde das Glockenhäusel zwischen 1992 und 1999 ohne Wissen der Denkmalbehörden abgerissen.
Am 10. Februar 2000 genehmigte die Stadtverwaltung Telč als untere Baubehörde den Neubau des Glockenhäusels auf Parzelle Nr. 224. Dieser erfolgte als Nachbau des alten Glockenhäusels, von dem lediglich die Glocke übernommen wurde. 2010 erfolgte die Restaurierung der Glocke; außerdem erhielt das Glockenhäusel eine Funkuhr und eine elektrische Läuteanlage, die die Glocke täglich um sieben Uhr morgens und abends erklingen lässt.
Nachdem die Bezirksdenkmalbehörde Kenntnis von dem Neubau erhalten hatte, der ausschließlich mit modernen Baumaterialien erfolgte, wurde das Glockenhäusel am 7. Februar 2023 von der Liste der Kulturdenkmäler gestrichen.